# Trichonyssodrys
Trichonyssodrys (лат.) — род усачей трибы Acanthocinini из подсемейства ламиин.

## Описание
Коренастые жуки с булавовидными бёдрам. От близких групп отличается следующими признаками: переднегрудь с боковыми бугорками в задней трети; переднеспинка без бугорков; надкрылья без центрально-базального гребня или киля; базальные метатарсомеры немного длиннее двух следующих вместе взятых.

## Классификация и распространение
Включает 10 видов. Встречаются, в том числе, в Северной и Южной Америке.
- Trichonyssodrys aureopilosus Monné, 1990
- Trichonyssodrys cinctus Delfino, 1981
- Trichonyssodrys maculatus Gilmour, 1957
- Trichonyssodrys melasmus Delfino, 1981
- Trichonyssodrys nessimiani Monné M. L. & Monné M. A., 2012
- другие виды